# Karl von Eckartshausen
Karl von Eckartshausen (Haimhausen, 28 giugno 1752 – Monaco di Baviera, 12 maggio 1803) è stato un filosofo tedesco.

## Biografia
Nato a Haimhausen, in Baviera, Eckartshausen studiò filosofia e diritto civile bavarese a Monaco e Ingolstadt. 
La sua attività si rivolse all'ambito della filosofia naturale e della teosofia cristiana, andando a influenzare i principali esponenti del romanticismo tedesco, come Goethe, Schiller, Herder e Novalis.
È stato inoltre l'autore di Die Wolke über dem Heiligtum, un'opera di misticismo cristiano che fu in seguito ripreso dagli occultisti. Il libro fu particolarmente apprezzato nell'ordine ermetico della Golden Dawn, in particolare da Arthur Edward Waite. Influenzò anche l'autore inglese e il fondatore di Thelema, Aleister Crowley.
Massone, Eckartshausen si unì successivamente all'ordine degli Illuminati fondato da Adam Weishaupt, con il nome d'ordine di Aetilius Regulus, ma «ritirò la sua appartenenza subito dopo aver scoperto che quest'ordine riconosceva l'illuminazione solo attraverso la ragione umana».
Von Eckartshausen conosceva Johann Georg Schröpfer, uno dei primi pionieri della fantasmagoria, e lui stesso sperimentò l'uso di lanterne magiche per creare delle "proiezioni fantasma" di fronte ad un pubblico di quattro o cinque persone. Morì a Monaco di Baviera all'età di 50 anni.

## Pubblicazioni
- Aufschlüsse über Magie.München [Munich], 1790.
- Aufschlüsse zur Magie aus geprüften Erfahrungen über verborgene philosophische Wissenschaften und verdeckte Geheimnisse der Natur. 4 vols., Munich.  1788-1792.
- Die wichtigsten Hieroglyphen fürs Menschen-Herz. Leipzig, 1796.
- Die Wolke über dem Heiligtum.
- Gott ist die reinste Liebe.  Munich, 1791.
- Magic: the principles of higher knowledge. (tradotto in inglese e modificato da Gerhard Hanswille & Deborah Brumlich. -- Scarborough, Ont. : Merkur Pub. Co., c1989.)